# 安楽区
安楽区（アンレー/あんらく-く）は基隆市の市轄区のひとつ。

## 歴史
安楽区は清代に基隆堡と称されており、日本統治時代初期には大武崙庄、蚵殻港庄、外加内木山庄、大竿林庄が設置され基隆庁の管轄に置かれ清代の行政区域を踏襲していた。1920年10月1日に地方制度改革が行われ、基隆街に属することとなった。1924年2月25日、基隆街は基隆市に昇格し、また庄を改め町と改編し、1941年10月1日には基隆地区の発展から蚵殻港を観音町、宝町、西町と再編した。
1942年、各町及び大字に区会が設置された。観音区、宝区、西区、大武崙区を合併し第4区が成立し、戦後の1946年1月、安楽区と改称され現在の区名が成立した。当初は21里であったが、1988年3月に西華、西栄、西定、西康、徳和、德安、中和の7里が中山区に編入され、七堵区の鶯歌、七賢、四維、三民、五福、六合の6里が安楽区に編入され現在に至っている。

## 行政区域
| 里 |
| --- |
| 七賢里、干城里、内寮里、四維里、壮観里、長楽里、新西里、楽一里、鶯歌里、三民里、中崙里、西川里、外寮里、定邦里、武崙里、新崙里、興寮里、六合里、五福里、永康里、安和里、定国里、慈仁里、嘉仁里、鶯安里 |

## 教育

### 高級中学
- 基隆市立安楽高級中学

### 国民中学
- 基隆市立建徳国民中学
- 基隆市立武崙国民中学

### 国民小学
- 基隆市立西定国民小学
- 基隆市立安楽国民小学
- 基隆市立長楽国民小学
- 基隆市立武崙国民小学
- 基隆市立建徳国民小学
- 基隆市立隆聖国民小学

## 観光

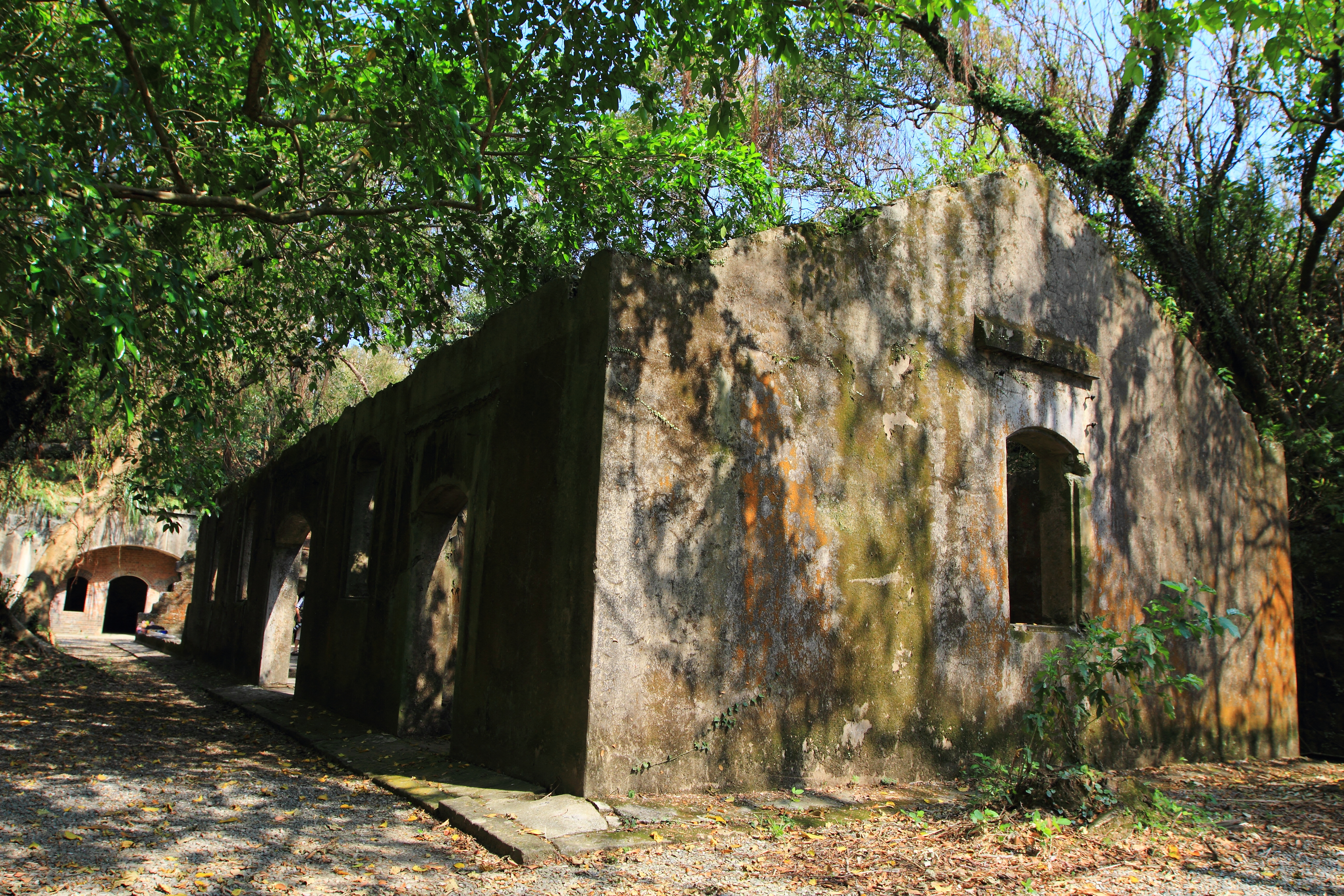
大武崙古砲台

- 十方大覚寺
- 情人湖（中国語版）
- 澳底漁港
- 新山ダム（中国語版）
- 大武崙古砲台
- 大武崙山（中国語版）
- 獅球嶺隧道